# Vilim Srećko Feller
Vilim Srećko Feller, (rodno ime: Vilibald Srećko Feller; (en.): William 'Willy' Feller; Zagreb, 7. srpnja 1906.  – New York, 14. siječnja 1970.) bio je hrvatski matematičar na području teorije vjerojatnosti. Smatra se jednim od osnivača teorije vjerojatnosti kao znanstvene discipline.

## Život
Vilim Srećko Feller rodio se 1906. u Zagrebu u katoličkoj obitelji. Fellerova majka bila je Hrvatica Ida Oemichen-Perc iz Austrije, a otac Eugen Viktor Feller židovskog podrijetla, bio je ljekar u Donjoj Stubici, doselivši u Hrvatsku iz Poljske.
Svoj studij na području matematike započeo je na Sveučilištu u Zagrebu. Od 1925. godine studij nastavlja u inozemstvu, točnije u njemačkom gradu Göttingenu. Glavni docenti postali su mu David Hilbert i Richard Courant. Promovirao je 1926, te 1928. postaje docent na sveučilištu grada Kiela. U tom razdoblju, u Njemačkoj se širi nacistička ideologija koju Feller odbacuje, te biva prinuđen napustiti Njemačku i otići u Dansku. Povremeno je također živio u Švedskoj gdje je upoznao svoju suprugu. 1939. godine emigrira sa svojom suprugom Clarom Mary Nielsen u SAD. 
Dolaskom u SAD, Feller počinje predavati na sveučilištu Brown, te od 1944. na sveučilištu Columbia. Istodobno prihvaća američko državljanstvo, a od 1950. preuzima obvezu docenta na sveučilištu u Princetonu. O svom znanstvenom radu na području matematike, Feller izdaje mnogobrojne knjige s različitim temama. Mnogi Teoremi iz teorije vjerojatnosti nose njegovo ime. U SAD postaje član Royal Statistical Society i predsjednik Institute of Mathematical Statistics. Također je bio član American Academy of Arts and Sciences i National Academy of Recording Arts and Sciences. Feller za svoj životni rad 1959. godine dobiva odlikovanje National Medal of Science.   
Vilim Srećko Feller je umro 14. siječnja 1970. u New Yorku.

## Vanjske poveznice
- Životopis